# Blenheim Palace
Il Blenheim Palace è una monumentale residenza di campagna inglese situata a Woodstock nell'Oxfordshire, in Inghilterra. È l'unica residenza non episcopale o reale d'Inghilterra a beneficiare del titolo di "Palazzo". Fu costruita tra il 1705 e il 1722 ed è una delle più grandi del Paese.
L'edificio era all'origine un regalo destinato a John Churchill, I duca di Marlborough, da parte della nazione inglese come ricompensa per le sue vittorie militari contro la Francia nel corso della guerra di successione spagnola. Il palazzo divenne presto il centro di intrighi politici anche a causa del fatto che esso venne perlopiù finanziato dallo Stato inglese. Le tensioni a corte e al governo causarono l'esilio di Marlborough per alcuni anni, la caduta in disgrazia della Duchessa sua moglie e un danno irreparabile alla reputazione dell'architetto John Vanbrugh.
Concepito in uno stile barocco inglese assai raro, il Palazzo è molto più apprezzato oggi che all'epoca della sua costruzione dove la stessa duchessa criticò aspramente il progetto. Esso è chiaramente ispirato al progetto palladiano di Villa Trissino a Meledo. La sua particolarità è che fin dalla sua origine il Palazzo fu una combinazione tra residenza di famiglia, mausoleo e monumento nazionale. Dopo il suo completamento, il Palazzo rimase la residenza dei Churchill e poi degli Spencer-Churchill per i successivi tre secoli, con cambiamenti interni apportati da ciascuno dei vari membri della famiglia, così come al parco e al giardino. Alla fine del XIX secolo il palazzo venne salvato da sicura rovina grazie al matrimonio del IX Duca di Marlborough con la ricca ereditiera americana Consuelo Vanderbilt. È ricordato anche come luogo di nascita e prima residenza di Winston Churchill.
Dal 1987 il Palazzo è entrato nell'elenco dei patrimoni mondiali dell'umanità dell'UNESCO.

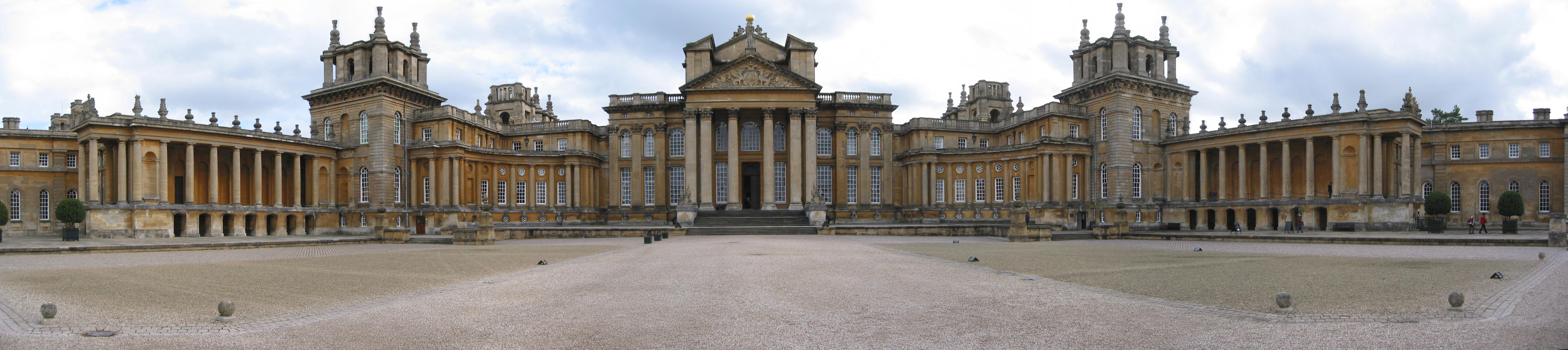
Vista generale del palazzo.

## Storia

### I Churchill

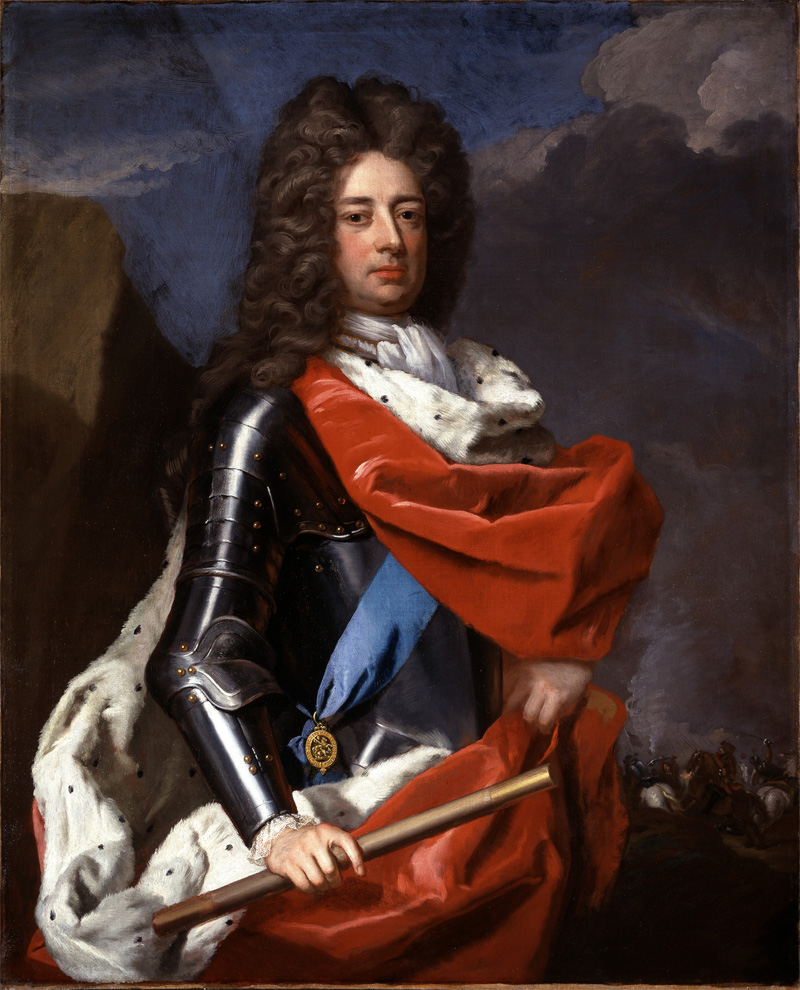
John Churchill, I duca di Marlborough.

John Churchill nacque nel Devon. Anche se la sua famiglia aveva legami con l'aristocrazia, egli apparteneva alla gentry del XVII secolo. Nel 1678, Churchill sposò Sarah Jennings, e nell'aprile di quello stesso anno venne inviato da Carlo II a Le Hague per negoziare una convenzione per lo sviluppo del dispiego delle armate inglesi nelle Fiandre. La missione fallì. Nel maggio di quello stesso anno, Churchill venne nominato temporaneamente Brigadiere Generale di fanteria, ma la possibilità di una campagna militare continentale venne allontanata con la Pace di Nimega. Quando Churchill tornò in Inghilterra, il Popish Plot portò a tre anni di bando a Giacomo Stuart, duca di York. Il duca obbligò Churchill ad attenderlo, dapprima a Le Hague e poi a Bruxelles. Per i servizi prestati durante la crisi, Churchill venne creato Lord Churchill di Eyemouth nella parìa di Scozia nel 1682, e l'anno successivo venne nominato colonnello del King's Own Royal Regiment of Dragoons.
Alla morte di Carlo II nel 1685, suo fratello il Duca di York, divenne sovrano con il nome di Giacomo II. Con la successione di Giacomo, Churchill venne nominato governatore della Hudson's Bay Company. Ottenne anche l'incarico di Gentleman of the Bedchamber nell'aprile di quello stesso anno, venendo ammesso come barone Churchill di Sandridge nella parìa d'Inghilterra nella contea dell'Hertfordshire. A seguito della Ribellione di Monmouth, Churchill venne promosso Maggiore Generale e ottenne il ricco incarico di Third Troop delle Life Guards. Quando Guglielmo, principe d'Orange invase l'Inghilterra nel novembre del 1688, Churchill, accompagnato da 400 tra uomini e ufficiali, lo raggiunse a Axminster. Quando il re vide che non poteva più contare sulla fiducia di Churchill, venne costretto a esiliarsi in Francia. Come parte delle celebrazioni per l'incoronazione di Guglielmo III, Churchill venne creato Conte di Marlborough, oltre ad ammetterlo nel Privy Council.
Durante la guerra di successione spagnola Churchill si guadagnò la reputazione di valente comandante militare e nel 1702 venne elevato al titolo di duca di Marlborough. Durante la guerra egli fu in grado di ottenere una serie di vittorie tra cui quelle nella battaglia di Blenheim (1704), nella battaglia di Ramillies (1706), nella battaglia di Oudenarde (1708) e nella battaglia di Malplaquet (1709). Per la sua vittoria a Blenheim, la Corona concesse al duca di Marlborough la tenuta e il maniero reale di Hensington dove egli realizzò un nuovo palazzo.

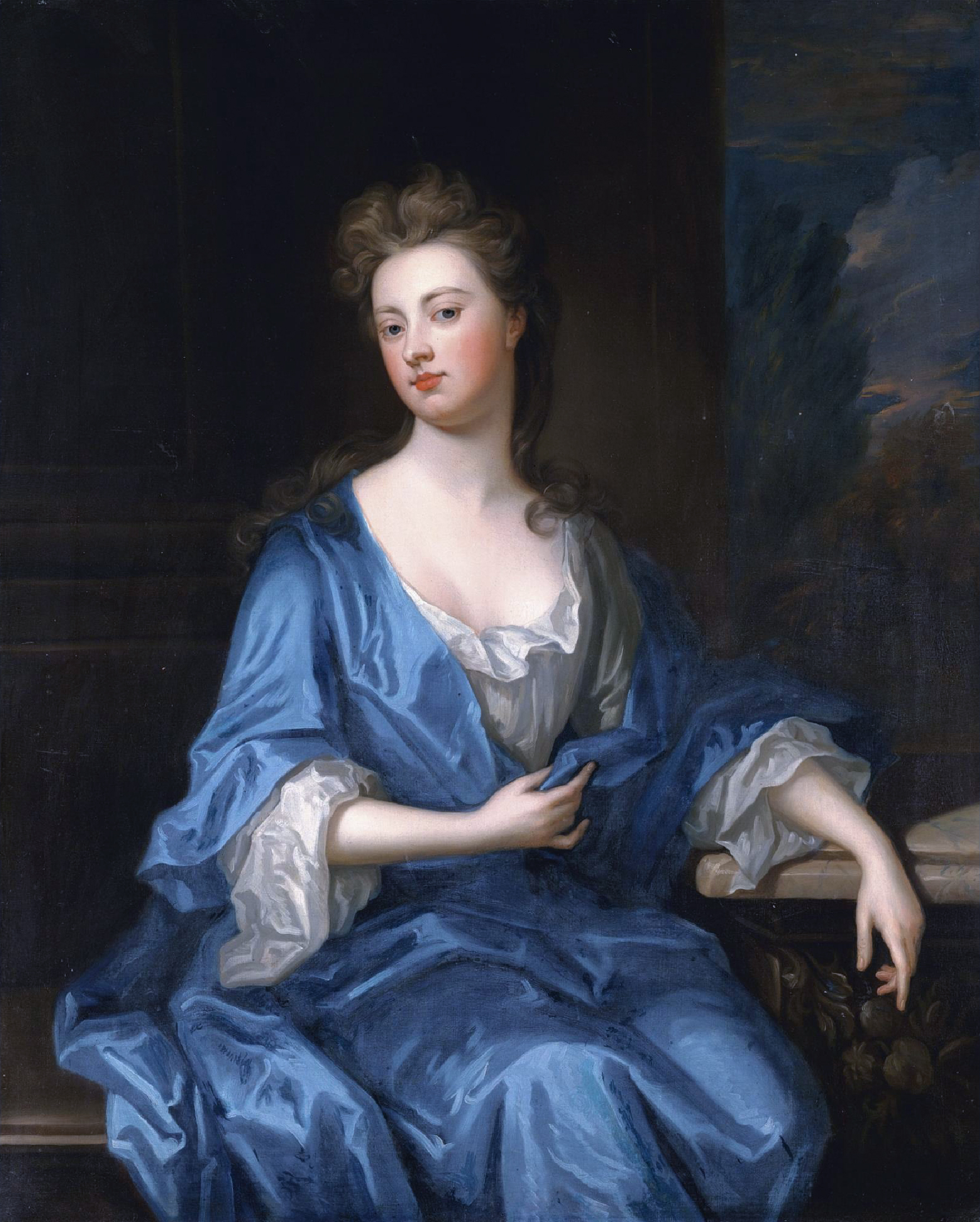
Sarah Churchill, duchessa di Marlborough

La moglie del Duca di Marlborough fu anch'ella donna capace e di grande charme: fu amica della giovane principessa Anna e successivamente, quando questa divenne regina, la duchessa di Marlborough, come Mistress of the Robes di Sua Maestà, esercitò grande influenza sulla sovrana sia a livello personale sia a livello politico. Le relazioni tra la regina e la duchessa divennero però sempre più contrastate fino al 1711 quando la sovrana sbottò per le continue richieste di denaro che il duca di Marlborough si faceva concedere dal parlamento per la realizzazione della sua lussuosa residenza, indicandoli come "riconoscimento dello stato" per il suo operato militare. Per ragioni politiche, i Marlborough vennero esiliati sul continente e poterono far ritorno in Inghilterra il giorno dopo la morte della regina, il 1º agosto 1714.

### Crisi
(Lady Randolph Churchill)

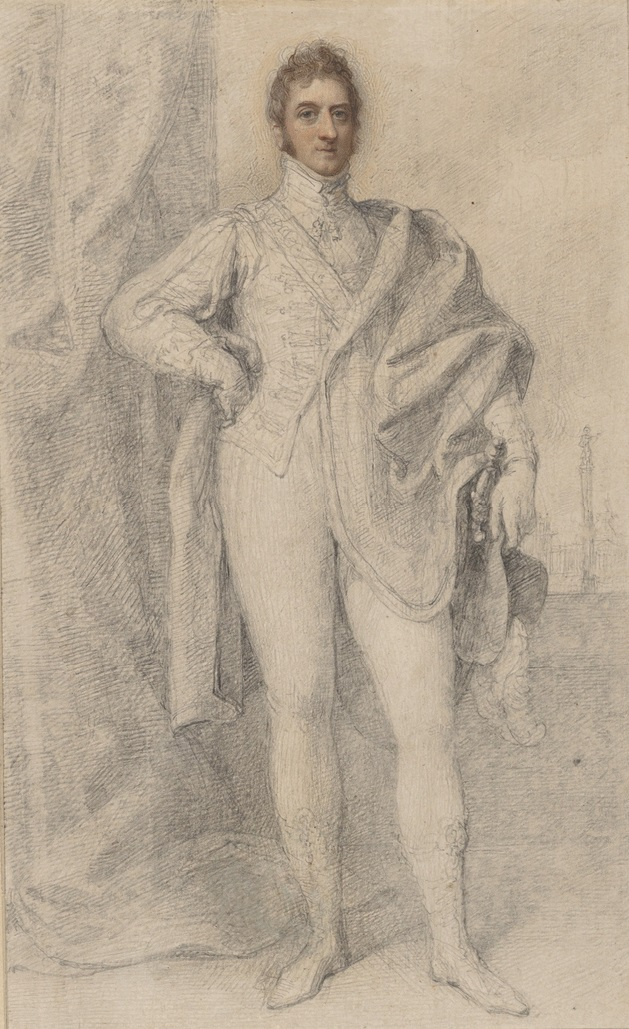
George Spencer-Churchill, V duca di Marlborough, dilapidò gran parte del già non florido patrimonio dei Churchill nella seconda metà del XVIII secolo

Alla morte del I duca, nel 1722, dal momento che entrambi i suoi figli gli erano premorti, venne succeduto da sua figlia Henrietta. Questa successione inusuale per l'epoca richiese uno speciale Act of Parliament, dal momento che solo i figli maschi potevano solitamente assurgere al ducato. Quando Henrietta morì, il titolo passò al nipote del Marlborough, Charles Spencer, conte di Sunderland, la cui madre era la seconda figlia del duca di Marlborough, Anne.
Il I duca come soldato non fu mai un uomo ricco e la fortuna in suo possesso venne in gran parte utilizzata per terminare la costruzione del suo palazzo. Se comparata ad altre famiglie ducali inglesi, i Marlborough avevano da subito manifestato problemi finanziari, ma fu il V duca di Marlborough (1766–1840) a dilapidare fortemente ciò che rimaneva del patrimonio di famiglia. Egli venne costretto a vendere tutte le altre residenze di famiglia, ma Blenheim si salvò dai pignoramenti. Questo non impedì al duca di Marlborough di vendere i suoi Boccaccio per sole 875 sterline, e la sua biblioteca in 4 000 lotti. Alla sua morte nel 1840, lasciò la famiglia in completo dissesto finanziario.
Ancora negli anni settanta dell'Ottocento la situazione finanziaria dei duchi era pessima e nel 1875 il VII duca vendette il Matrimonio di Amore e Psiche assieme alle famose gemme dei Marlborough all'asta per 10 000 sterline. Anche questo non bastò a salvare le sorti della famiglia e ancora una volta Blenheim fu dilapidata nella sua biblioteca. Nel 1880 il VII duca venne costretto a chiedere al parlamento il permesso di alienare parte delle fortune della villa (che ancora era intesa come un monumento nazionale celebrativo al suo antenato) con il Blenheim Settled Estates Act del 1880. La prima vittima di questa vendita fu la grandiosa Sunderland Library che venne dispersa dal 1882, con volumi come Le Epistole di Orazio, stampate a Caen nel 1480, e le opere di Giuseppe, stampate a Verona nel 1648. I 18 000 volumi della biblioteca fruttarono più di 60 000 sterline. Le vendite continuarono a dilapidare la fortuna del palazzo: la Pala Ansidei di Raffaello Sanzio venne venduta per 70 000 sterline, il Ritratto di Carlo I a cavallo di Antoon van Dyck fruttò 17 500 sterline e infine un pezzo della collezione personale di Peter Paul Rubens, raffigurante Rubens, sua moglie Helena Fourment e il loro figlio Peter Paul, quadro donato dalla città di Bruxelles al I duca nel 1704, opera oggi presente al Metropolitan Museum of Art di New York City.
Anche tutti questi soldi non riuscirono comunque a coprire le spese necessarie al mantenimento dell'intero complesso. Negli anni '70 dell'Ottocento i problemi finanziari della famiglia vennero aumentati dalla crisi agricola del paese. Quando nel 1892 il IX conte ereditò la successione, gli Spencer-Churchills erano quasi in bancarotta.

### Il IX duca di Marlborough

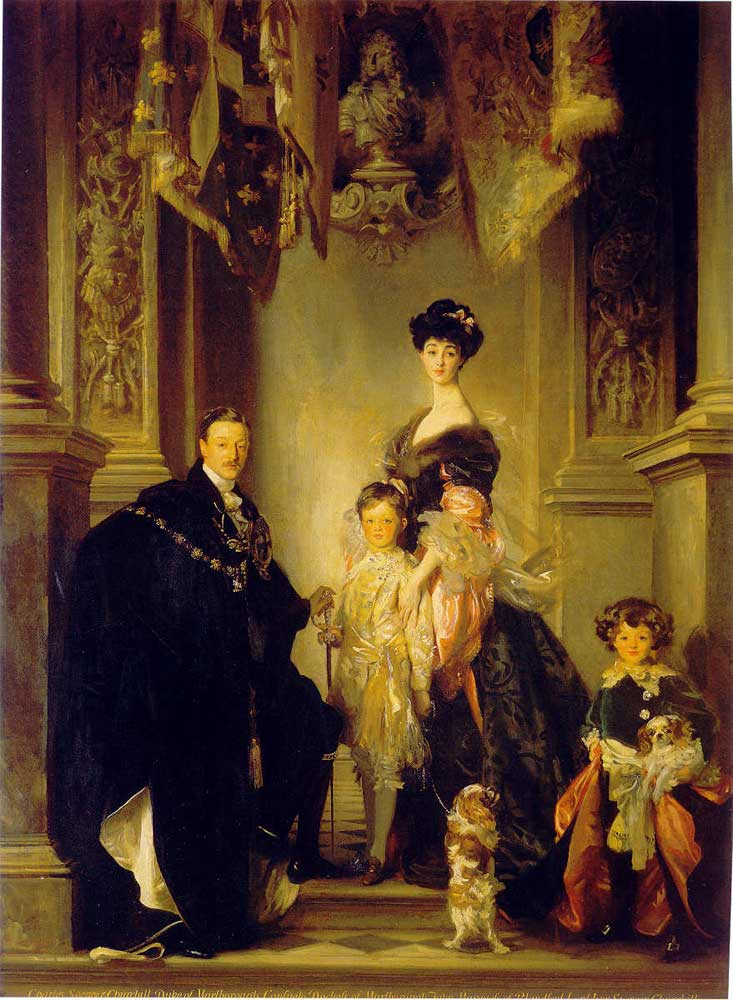
Charles, IX duca di Marlborough, con la sua famiglia, in un ritratto di John Singer Sargent

Charles Spencer-Churchill, IX duca di Marlborough (1871–1934) fu il vero e proprio salvatore delle fortune del palazzo e della sua famiglia. Ereditato da suo padre il ducato nel 1892 sull'orlo della bancarotta cercò da subito di trovare una soluzione drastica ai problemi che attanagliavano la sua famiglia. Incatenato dagli stretti diktat della società della fine del XIX secolo, l'unica soluzione che gli rimase fu quella di sposarsi per denaro. Nel novembre del 1896, freddamente e senza amore, sposò la ricca ereditiera americana Consuelo Vanderbilt. Il matrimonio venne celebrato dopo lunghi negoziati con i suoi genitori divorziati: sua madre, Alva Vanderbilt, non condivideva il fatto che la figlia divenisse una duchessa, mentre suo padre William Vanderbilt, era ambizioso e desiderava accondiscendere a questa possibilità. Alla fine il matrimonio venne concluso con una dote di 2 500 000 di dollari (circa 62 000 000 di dollari del 2007) in 50 000 azioni della Beech Creek Railway Company con il minimo del 4% di dividendo garantito della New York Central Railroad Company. La coppia ebbe inoltre 100 000 dollari annui a vita come assegno dalla famiglia. Il contratto di matrimonio venne siglato nella sacrestia della St. Thomas Episcopal Church, New York, immediatamente dopo le solenni promesse di matrimonio. Nella carrozza che si allontanava dalla chiesa dopo le nozze il duca di Marlborough confessò a Consuelo di essere innamorato di un'altra donna, e che non avrebbe mai più fatto ritorno in America, dove non c'era "nulla che fosse inglese".
L'arredamento del palazzo con i nuovi fondi ebbe inizio già durante la luna di miele dei due con l'acquisto di nuovi gioielli, pitture e mobili che vennero comprati in Europa per riempire il palazzo ormai vuoto. Al loro ritorno il duca iniziò un restauro completo del palazzo. Le stanze di rappresentanza vennero ridecorate con boiseries a imitazione di quelle della Reggia di Versailles. Durante i lavori di sistemazione le stanze vennero spostate al piano superiore, svuotando così le stanze di rappresentanza della loro funzione originaria. Sulla terrazza ovest l'architetto paesaggista Achille Duchêne venne impiegato per la realizzazione di un giardino d'acqua. Sulla terrazza inferiore a questa vennero poste due grandi fontane nello stile del Bernini, modelli in scala di quelle presenti a Piazza Navona, realizzati per il I duca di Marlborough.
Lo staff di servizio del palazzo venne aumentato a quaranta inservienti.

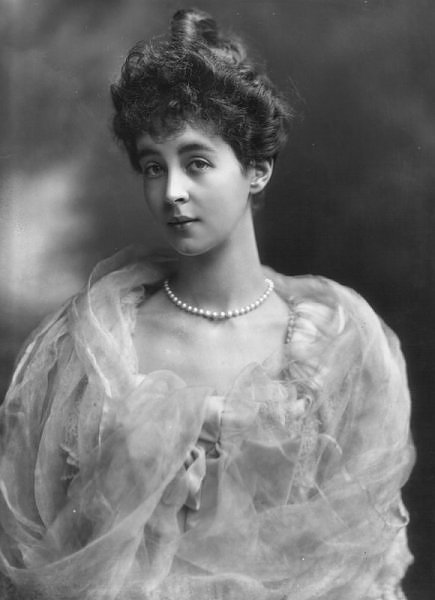
Consuelo, duchessa di Marlborough

Blenheim tornò a essere un luogo di meraviglia e di prestigio. Consuelo era lontana dall'essere felice; molti dei suoi commenti cinici vennero riportati successivamente nella sua biografia postuma: The Glitter and the Gold. Nel 1906 scioccò la società perbenista inglese lasciando dapprima suo marito, poi divorziando definitivamente nel 1921. Sposò successivamente il francese Jacques Balsan. La duchessa morì nel 1964, avendo vissuto abbastanza per vedere suo figlio succedere come duca di Marlborough e facendo frequentemente ritorno a Blenheim, la casa che aveva odiato ma aveva contribuito a salvare con la sua dote.
Dopo il suo divorzio il duca si risposò nuovamente con l'ex amica di Consuelo, Gladys Deacon, un'altra americana. Ella diede ulteriore impulso alla struttura, per esempio decorando la terrazza inferiore con sfingi modellate da Gladys in persona e poi eseguite da W. Ward Willis nel 1930. Prima del suo matrimonio, quando pure era già promessa in sposa al duca di Marlborough, ricevette un anello di fidanzamento dal giovane principe ereditario Guglielmo di Germania, fatto che creò un incidente diplomatico che portò i servizi segreti dei due imperi a cercare di recuperarlo. Dopo il suo matrimonio, Gladys prese l'abitudine di cenare con il duca tenendo al suo fianco un revolver. Il duca ormai stanco della nuova moglie, si separò da lei senza comunque mai divorizare ufficialmente. Il duca morì nel 1934 mentre la sua seconda moglie nel 1977.
Il IX duca venne succeduto dal suo primogenito avuto con Consuelo Vanderbilt, John, X duca di Marlborough (1897–1972), il quale dopo undici anni di vedovanza, all'età di 74 anni decise di sposarsi con (Frances) Laura Charteris, ex moglie del II visconte Long e del III conte di Dudley, nonché nipote dell'XI conte di Wemyss. Il matrimonio ebbe breve vita: il duca morì appena sei settimane dopo, l'11 marzo 1972. La duchessa abbandonò Blenheim poco dopo la morte del marito per l'inospitalità del luogo come ebbe a scrivere nella sua autobiografia Laughter from a Cloud (1980), morendo a Londra nel 1990.

### Utilizzo odierno

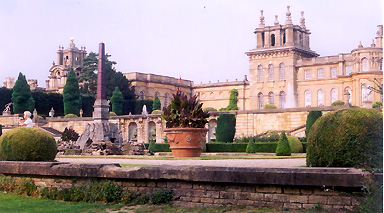
La "Bernini Fountain", copia in scala della fontana di Piazza Navona fatta realizzare dal I duca, venne posta nella seconda terrazza dall'architetto Duchene.

Il palazzo è ancora oggi sede dei duchi di Marlborough, il cui rappresentante odierno è Charles James (Jamie) Spencer-Churchill, XII duca di Marlborough, succeduto alla morte di suo padre il 16 ottobre 2014.
Ancora oggi i Marlborough espongono sulla cima della villa una copia della bandiera reale francese il giorno dell'anniversario della battaglia di Blenheim.
Il palazzo, il parco e i giardini sono aperti al pubblico che può accedervi a pagamento (massimo 25,90 sterline). Sono mantenuti separati le attrazioni per i turisti dal piacere del giardino di una grande casa di campagna. Il palazzo è collegato ai giardini tramite una ferrovia in miniatura, la Blenheim Park Railway. Nel corso del XX e del XXI secolo i cambiamenti alla villa sono divenuti essenziali per accogliere i visitatori e sostenere le spese di mantenimento della tenuta con la realizzazione di un labirinto, di un parco-avventura, di un mini-treno, di negozi, di una casa delle farfalle, di una postazione di pesca, di una caffetteria e addirittura con un centro di imbottigliamento di acqua minerale natural locale, la Blenheim Natural Mineral Water. Oltre a tutto ciò la villa ospita concerti e festival che si svolgono sia nel palazzo che nel parco circostante. Attualmente la tenuta è gestita dalla Blenheim Visitors Ltd., a capo della quale si trova il duca a sovrintendere l'amministrazione di questo bene.
Lord Edward Spencer-Churchill, fratello dell'attuale duca, ha organizzato un programma di mostre di arte contemporanea che hanno luogo nel palazzo, fondando la Blenheim Art Foundation (BAF), un'organizzazione no profit per presentare mostre d'arte su vasta scala.
Gli appartamenti di stato vengono affittati in caso di matrimoni particolari a pagamento, anziché come un tempo agli ospiti degli Spencer-Churchill, ma i duchi continuano a utilizzarle in occasioni particolari come cene di gala o galà di rappresentanza.

## Descrizione

### Sito

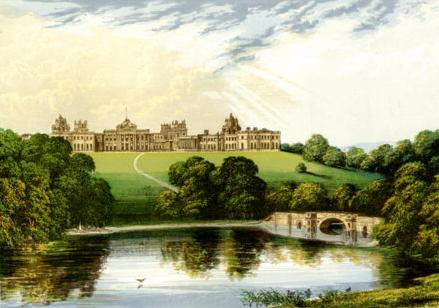
Incisione di Blenheim Palace

La zona concessa dallo stato al duca di Marlborough per la costruzione del suo nuovo palazzo era all'epoca occupata da un edificio chiamato "palazzo di Woodstock" che era proprietà della Corona inglese, ma che in realtà era poco più di un deer park. La leggenda ha lasciato nell'oscurità la storia delle origini di questo fortilizio, ma di certo si sa che già re Enrico I ne delimitò il parco per accogliervi i propri cervi. Enrico II vi accasò la sua amante Rosamund Clifford. Fu questo il luogo di un casino di caccia ricostruito più volte. Elisabetta I, prima della sua ascesa al trono, vi venne imprigionata con la sorellastra Maria I dal 1554 al 1555 a seguito del loro coinvolgimento nel Complotto Wyatt, ma la sua prigionia a Woodstock durò ben poco, e del castello non si seppe più nulla. Venne bombardato e quasi completamente distrutto dalle truppe di Oliver Cromwell durante la Guerra civile inglese. Quando i duchi di Marlborough ottennero il sito dal governo, persistevano ancora delle rovine della struttura che l'architetto Vanbrugh era intenzionato a conservare, restaurare e includere nel nuovo progetto, ma il parere della duchessa in merito ebbe la meglio e ciò che rimaneva del maniero venne distrutto completamente per far spazio al nuovo palazzo.

### Progettazione

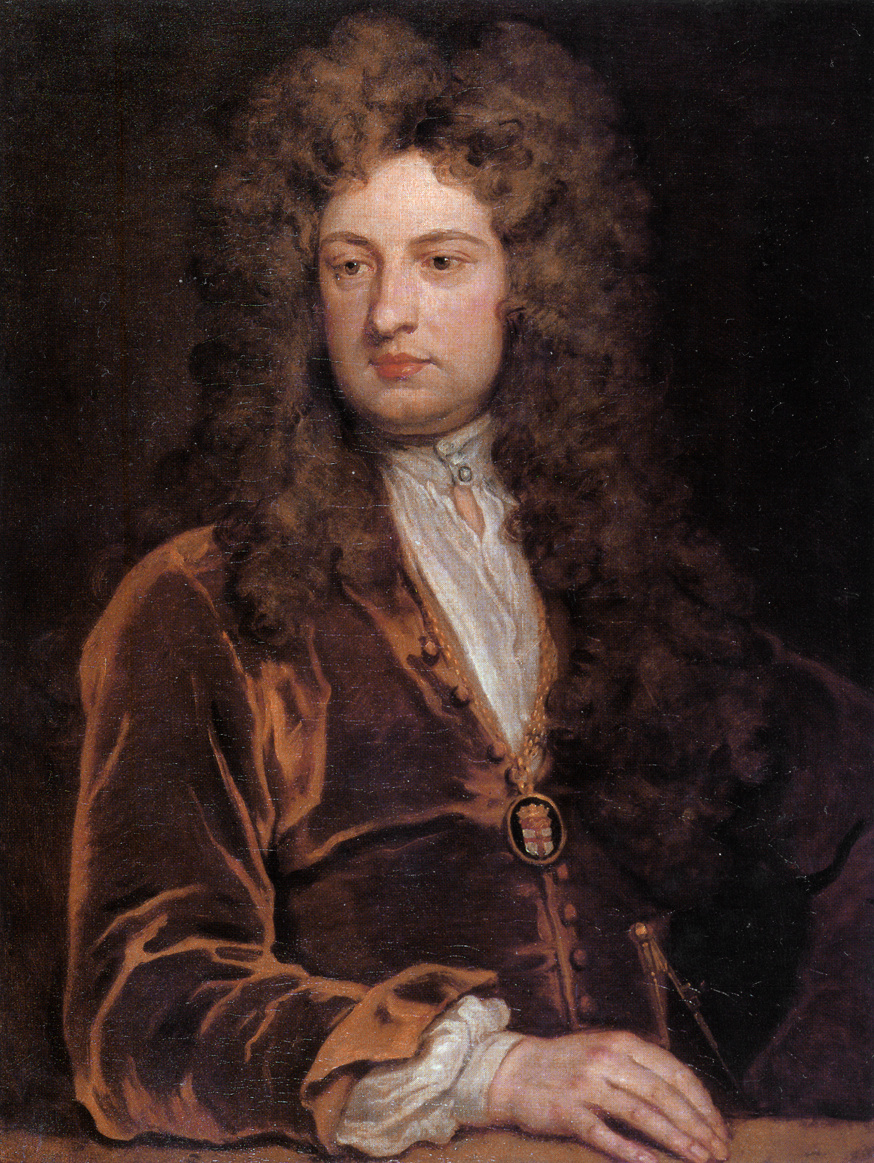
L'architetto del complesso, sir John Vanbrugh, in un dipinto di Godfrey Kneller

La scelta dell'architetto per la realizzazione dell'ambizioso progetto fu un fatto piuttosto controverso per l'epoca. La duchessa di Marlborough era risaputo che avrebbe favorito sir Christopher Wren, famoso per il progetto della St Paul's Cathedral e altre strutture di stato. Il duca, dal canto suo, aveva favorito già sir John Vanbrugh commissionandogli piccoli lavori. Vanbrugh, inesperto, spesso collaborava con il più pratico Nicholas Hawksmoor, con il quale recentemente aveva completato il primo piano del barocco Castle Howard, nello Yorkshire, uno dei migliori esempi di barocco fiammeggiante in Europa. Il duca di Marlborough aveva avuto modo di vedere questo progetto, ne era rimasto impressionato ed era intenzionato a replicare il tutto a Woodstock.
Per il palazzo di Blenheim serviva una notevole dose di esperienza che Vanbrugh non aveva e per questo non trovò difese né supporti, nemmeno ovviamente presso la duchessa di Marlborough. Intenzionata a sostenere Wren, quando il marito si risolse a proporre Venbrugh ella trovò ogni genere di difetti nel lavoro e nel modo di operare di Vanbrugh, dal disegno fino al gusto personale. Il fatto fu controverso anche perché a pagare era la nazione inglese (che di fatto assunse l'architetto e ne pagò i conti) voleva realizzare un monumento, mentre la duchessa non solo desiderava un tributo a suo marito ma anche una casa confortevole, due requisiti che non erano compatibili nell'architettura del XVIII secolo. Nei primi giorni di costruzione, però, il duca si trovò frequentemente all'estero per combattere in campagne militari, lasciando la duchessa a negoziare con Vanbrugh. Più attenta al fatto che la questione della realizzazione di un monumento al marito aveva preso una piega differente al parlamento e non tutti ora erano così decisi a finanziare le spese per la realizzazione del suo palazzo, la duchessa tentò di frenare le grandiose idee di progetto di Vanbrugh in modo arrogante piuttosto che spiegare le motivazioni presenti dietro la sua frugalità.

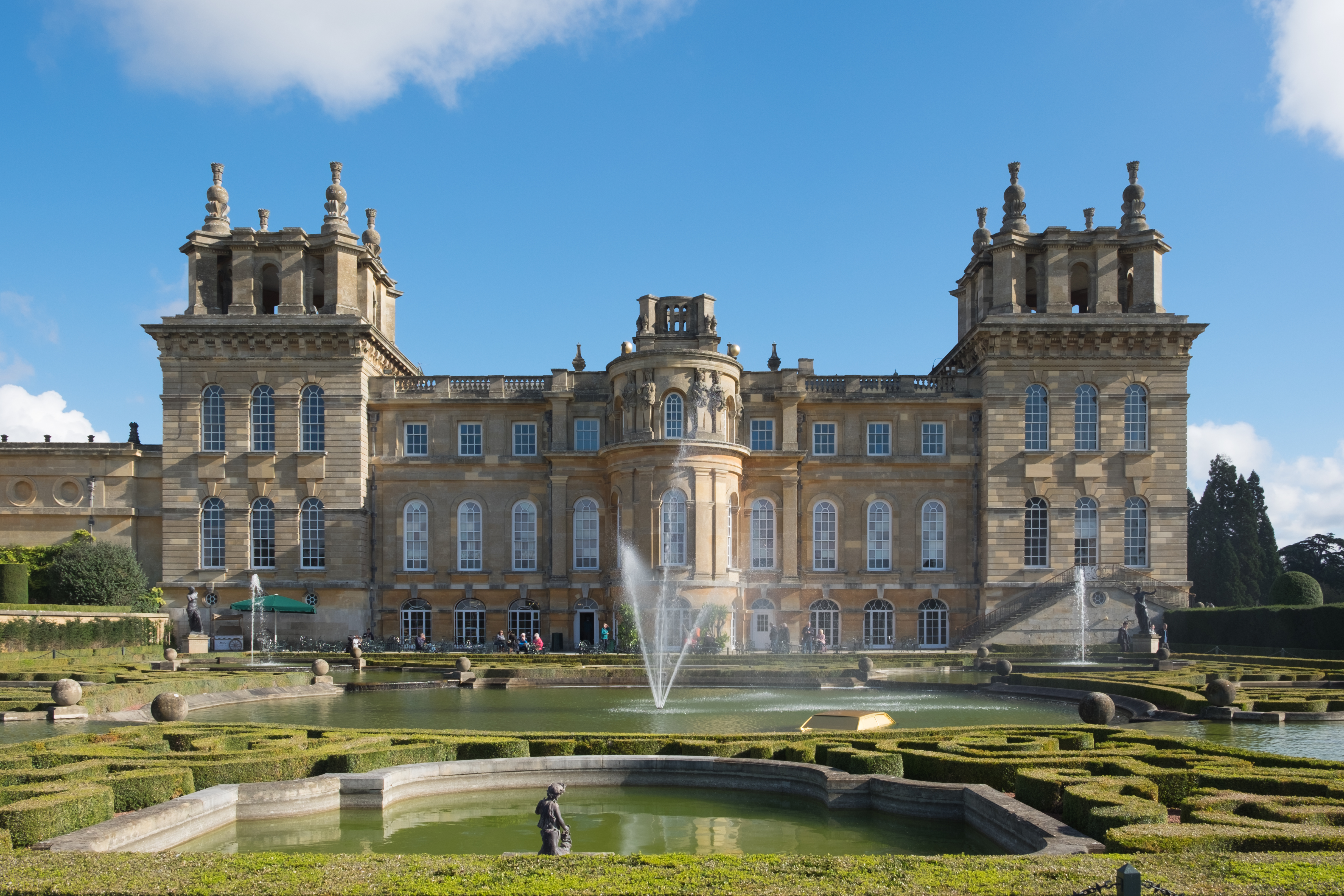
Blenheim Palace (il "castello in aria di John Vanbrugh"): la facciata ovest con i belvedere

Vanbrugh, dopo l'ultimo scontro con la duchessa, venne cacciato dalla residenza. Nel 1719, mentre la duchessa era fuori dalla propria residenza, Vanbrugh visitò il palazzo in segreto. Tentò con sua moglie di visitarlo insieme al seguito del Conte di Carlisle nel 1725, ma gli venne negato l'accesso persino al parco. Il palazzo venne quindi completato da Nicholas Hawksmoor, un suo amico e architetto.
Per quanto il progetto di Vanbrugh fosse innovativo, la sua reputazione uscì pesantemente danneggiata da questo progetto e non ricevette più altre grandi commissioni.

### Finanziamento della costruzione

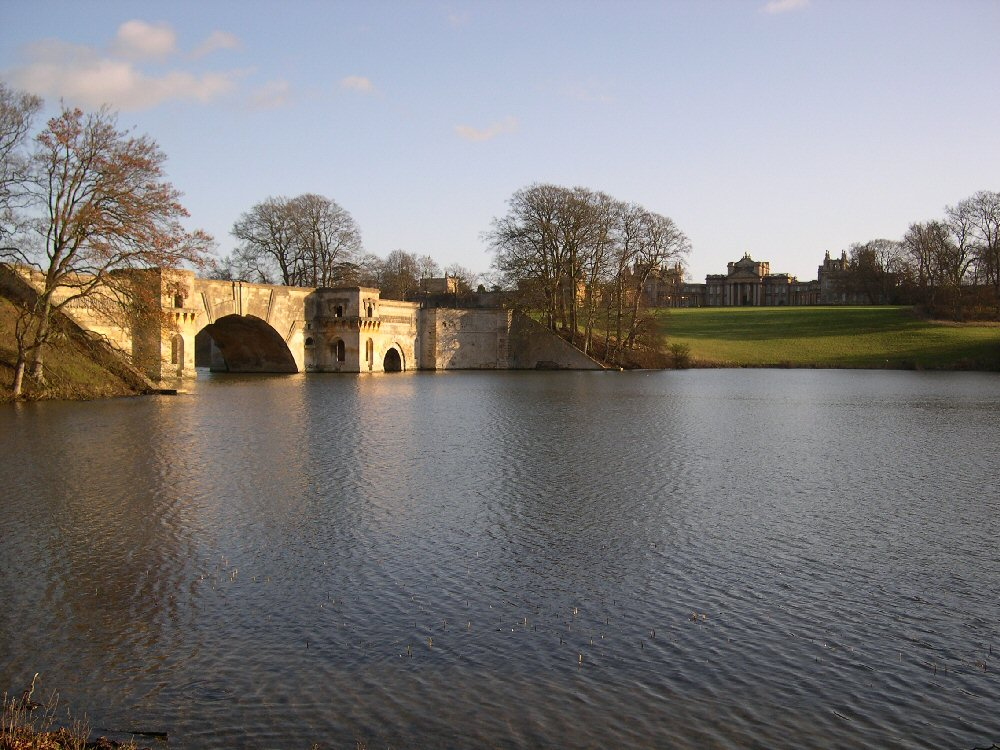
Il Grand Bridge nel parco del palazzo di Blenheim

La precisa responsabilità del finanziamento del nuovo palazzo è un problema che non è stato mai risolto dagli storici. Il palazzo, inteso come ricompensa per il valente generale duca di Marlborough, venne concesso alcuni mesi dopo la battaglia di Blenheim, periodo in cui la figura di Marlborough era risultata particolarmente vittoriosa. La nazione inglese, riconoscente e capeggiata dalla sua regina, era intenzionata a dare al suo eroe una casa adeguata, ma l'esatta natura e dimensione di questa abitazione non venne mai definita. Un decreto datato 1705, siglato dal tesoriere del parlamento, il conte di Godolphin, nominò Vanbrugh quale architetto incaricato del progetto. Sfortunatamente per i Churchill, in questo decreto non si faceva menzione né della regina né della Corona inglese. Questo errore fu in seguito la clausola per cui molti parlamentari dichiararono non valido il finanziamento dell'opera da parte del governo.
Il duca di Marlborough dal canto suo contribuì con 60 000 sterline ai costi quando l'opera ebbe inizio nel 1705, somma che assieme a quanto promesso dal parlamento, avrebbe contribuito a costruire un'abitazione monumentale. Il parlamento votò quindi i fondi per la costruzione del palazzo di Blenheim, ma nessuna somma venne de facto mai stabilita né vennero stabilite delle spese sul bilancio di stato. La regina Anna pagò una parte di questo denaro necessario, ma con crescente riluttanza, a seconda dei suoi frequenti scontri con la duchessa di Marlborough. Dopo l'ultimo scontro avvenuto tra le due nel 1712, tutti i fondi statali cessarono di pervenire al cantiere e i lavori si bloccarono. 220 000 sterline erano già state spese e 45 000 sterline stavano pagando i lavoratori. I Marlborough vennero costretti all'esilio sul continente e non poterono fare ritorno in patria fino alla morte della regina nel 1714.

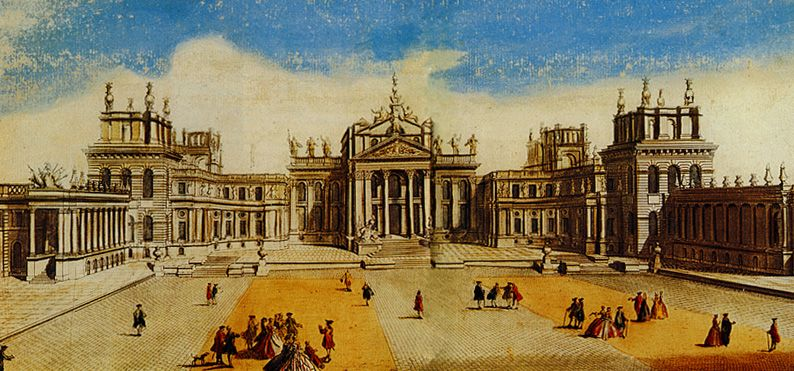
Incisione settecentesca che mostra la Great Court

Al loro ritorno il duca e la duchessa tornarono in favore a corte. Il sessantaquattrenne duca decise ora di completare il progetto a proprie spese. Nel 1716 i lavori ripresero ma il progetto venne variato sulla base delle disponibilità del duca stesso. Nel 1717 il duca ebbe un infarto molto pesante e la duchessa sua moglie prese il controllo del progetto. La duchessa si scagliò contro Vanbrugh per i crescenti costi e la stravaganza del palazzo, realizzato su disegno che ella non aveva mai apprezzato. Dopo un incontro con la duchessa, Vanbrugh lasciò stizzito il sito della costruzione ritenendo che i lavoratori che la duchessa aveva impiegato erano inferiori a quelli che lui stesso aveva scritturato per il lavoro, e che i nuovi lavoratori erano pagati molto meno dei suoi. Il maestro scalpellino che egli stesso aveva patrocinato, Grinling Gibbons, si rifiutò di lavorare al progetto per un prezzo inferiore a quello pattuito all'inizio dei lavori. Gli artigiani ingaggiati dalla duchessa, sotto la guida di James Moore, e dell'architetto assistente di Vanbrugh, Hawksmoor, completarono il lavoro in perfetta imitazione del progetto iniziale del maestro.
A seguito della morte del duca, nel 1722, il completamento del palazzo e del suo parco divenne la principale delle ambizioni della duchessa. L'assistente di Vanbrugh, Hawksmoor, venne richiamato e nel 1723 venne incaricato di disegnare l'"Arco di Trionfo", sulla base delle forme dell'arco di Tito, come monumentale entrata al parco di Woodstock. Hawksmoor completò anche i disegni interni per la biblioteca, il soffitto di molte stanze di rappresentanza e altri luoghi minori. Sottopagando gli operai e utilizzando materiali scadenti, la duchessa vedova completò la grande casa come tributo al defunto marito. La data di completamento della struttura è ignota, ma ancora nel 1735 la duchessa dibatteva per il costo di una statua della regina Anna da porre nella biblioteca del palazzo. Nel 1732 la duchessa scriveva ancora: "La cappella è terminata e già metà tomba è stata eretta".

### Progetto e architettura

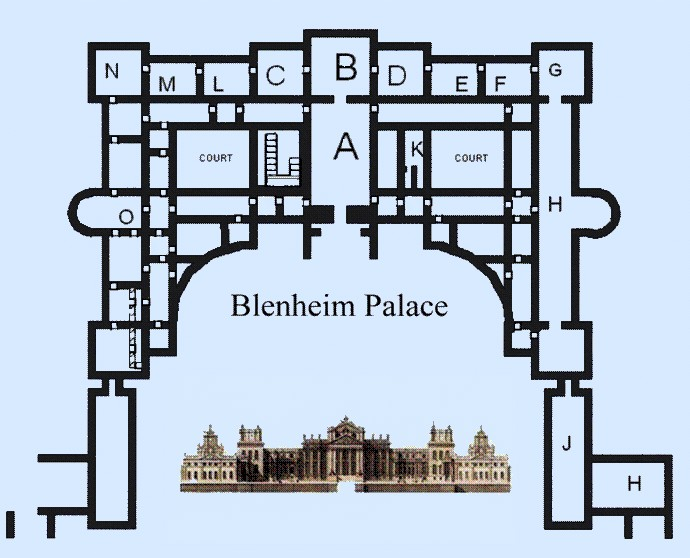
Blenheim Palace, pianta del piano nobile. L'infilata di nove stanze di rappresentanza corre per tutta la lunghezza della facciata sud del palazzo (dalla lettera "N" alla lettera "G"). Per la bravura degli artigiani che realizzarono l'opera di posa delle porte interne, rimuovendo le chiavi, è possibile guardare perfettamente attraverso tutte le stanze. A: Hall; B: Salone; C: Sala da scrittura verde; L: Sala da disegno rossa; M: Sala da disegno verde; N: Gran gabinetto; H: Biblioteca; J: Colonnato coperto; K: Camera di Sir Winston Churchill; H2: Cappell; O: Sala a bovindo.

Vanbrugh pianificò Blenheim in prospettiva, con la struttura meglio visibile da una certa distanza. Dal momento che il sito copre una superficie di sette acri (28.000 m²).

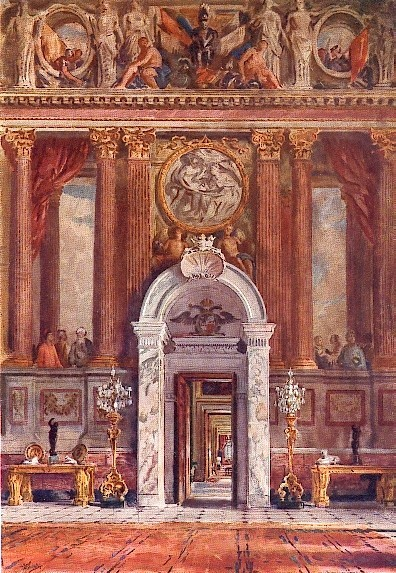
Il Gran Salone del palazzo di Blenheim nel 1918 circa, William Bruce Ellis Ranken

La mappa del blocco principale del palazzo (corps de logis) è un rettangolo intercalato da due cortili interni; presso la facciata sud si trovano gli appartamenti di stato; sul lato est vi sono gli appartamenti privati del duca e della duchessa, su quello ovest per tutta la lunghezza del piano nobile si trova una lunga galleria intesa come esposizione dei quadri della collezione della famiglia, ma attualmente è una biblioteca. Il corps de logis è affiancato da due ulteriori blocchi di servizio (non mostrato in mappa). Il cortile est contiene le cucine, la lavanderia e altri blocchi di utilizzo domestico, quella a ovest accoglie la cappella, le stalle e un maneggio al coperto. I tre blocchi insieme formano la "Great Court" disegnata per stupire il visitatore al suo arrivo al palazzo. Il lungo colonnato e grandiose statue di stile rinascimentale rimandano all'impianto scenico esterno della Basilica di San Pietro. Altre statue a guisa di trofei militari decorano i tetti, tra i quali la più importante è certamente la Britannia che si trova sopra l'entrata, con ai piedi due soldati francesi incatenati, scolpiti sullo stile di Michelangelo Buonarroti, e il leone inglese che divora in gallo francese appena sotto il tetto. Molte di queste sculture vennero realizzate da maestri come Grinling Gibbons.
Nei progetti delle case del XVIII secolo il comfort era asservito alla magnificenza, e questo è sicuramente il caso del palazzo di Blenheim dove l'idea non era solo quella di realizzare una casa ma anche un monumento nazionale per riflettere il potere e la civilizzazione della nazione inglese. Per creare questo effetto monumentale, Vanbrugh scelse il barocco e l'uso di pietre per dare l'idea di solidità, ma anche per creare un effetto di luci e ombre con le decorazioni.

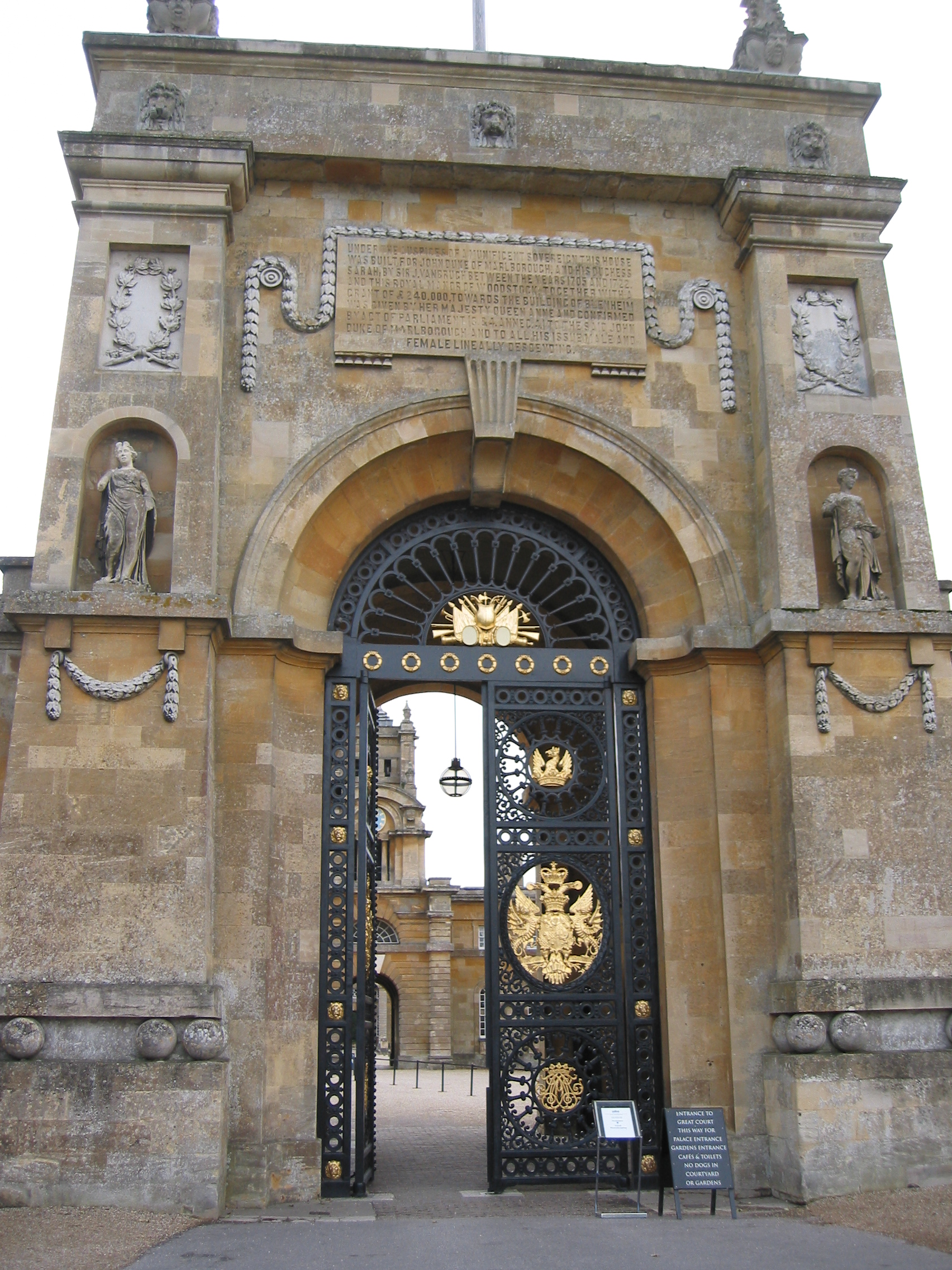
L'architetto scelse di diminuire i lati del cancello est per creare l'illusione di un cancello ancora più alto.

Il solido portico di entrata sul fronte nord raffronta l'entrata al pantheon. Vanbrugh impiegò anche quello che egli stesso definì il suo "castello in aria" che consisteva nel realizzare delle torri basse in ciascun angolo del blocco centrale e coronarle poi con grandiosi belvedere decorati con curiosi ed eccentrici camini.
Vi sono due approcci verso l'ingresso del palazzo, il primo attraverso il passaggio diretto del cancello verso la Grande Corte; l'altro spiega molto bene invece la visione di Vanbrugh, da lontano, immaginando il castello come un bastione o una cittadella, vero monumento e residenza di un gran condottiero. Il cancello est, con un monumentale arco di trionfo più di stile egizio che romano, è l'unico accesso nella grande infilata del muraglione esterno che proprio come le mura di una città antica chiude l'occhio del visitatore. Per contro a quanti lo accusarono di imperizia, Vanbrugh costruì qui anche l'acquedotto del palazzo. La vista dello spettatore si sposta dall'ingresso principale verso il resto del cortile interno come in un tempio verso il santuario centrale e questa era precisamente l'idea di Vanbrugh, lasciar intendere la figura del duca come quella di un dio.
Questa visione del duca come onnipotente si riflette anche all'interno del palazzo, il cui asse è correlato a quello del parco. Tutto venne pianificato attentamente ponendo il palazzo come un vero e proprio proscenio alla posizione d'onore del duca nel salone principale durante i pranzi ufficiali.

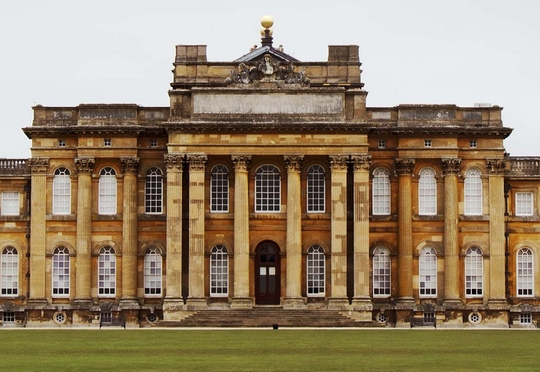
Lo stabile del portico a sud è una completa rottura con le convenzioni architettoniche dell'epoca. La parte superiore è decorata con un trofeo consistente in un busto di marmo di Luigi XIV strappato da Marlborough alla città di Tournai nel 1709, del peso di 30 tonnellate. La posizione del busto fu una mossa innovativa nell'ambito delle decorazioni esterne di un edificio.

L'insieme di celebrazioni e onori della vita vittoriosa del duca, iniziarono con la grande Colonna della Vittoria sormontata dalla sua statua e con i dettagli dei suoi trionfi, posta sull'asse centrale del giardino, con le piante poste nella posizione di truppe sull'attenti a fiancheggiare il viale. Le celebrazioni continuano dal gran portico nella hall il cui soffitto è dipinto da James Thornhill con l'apoteosi del duca, e poi con la presenza di un grande arco di trionfo con il busto del duca accompagnata dal motto "Nemmeno Augusto avrebbe potuto pacificare di più l'umanità"), e nel salone centrale dove il duca è rappresentato in trono.

### Interno

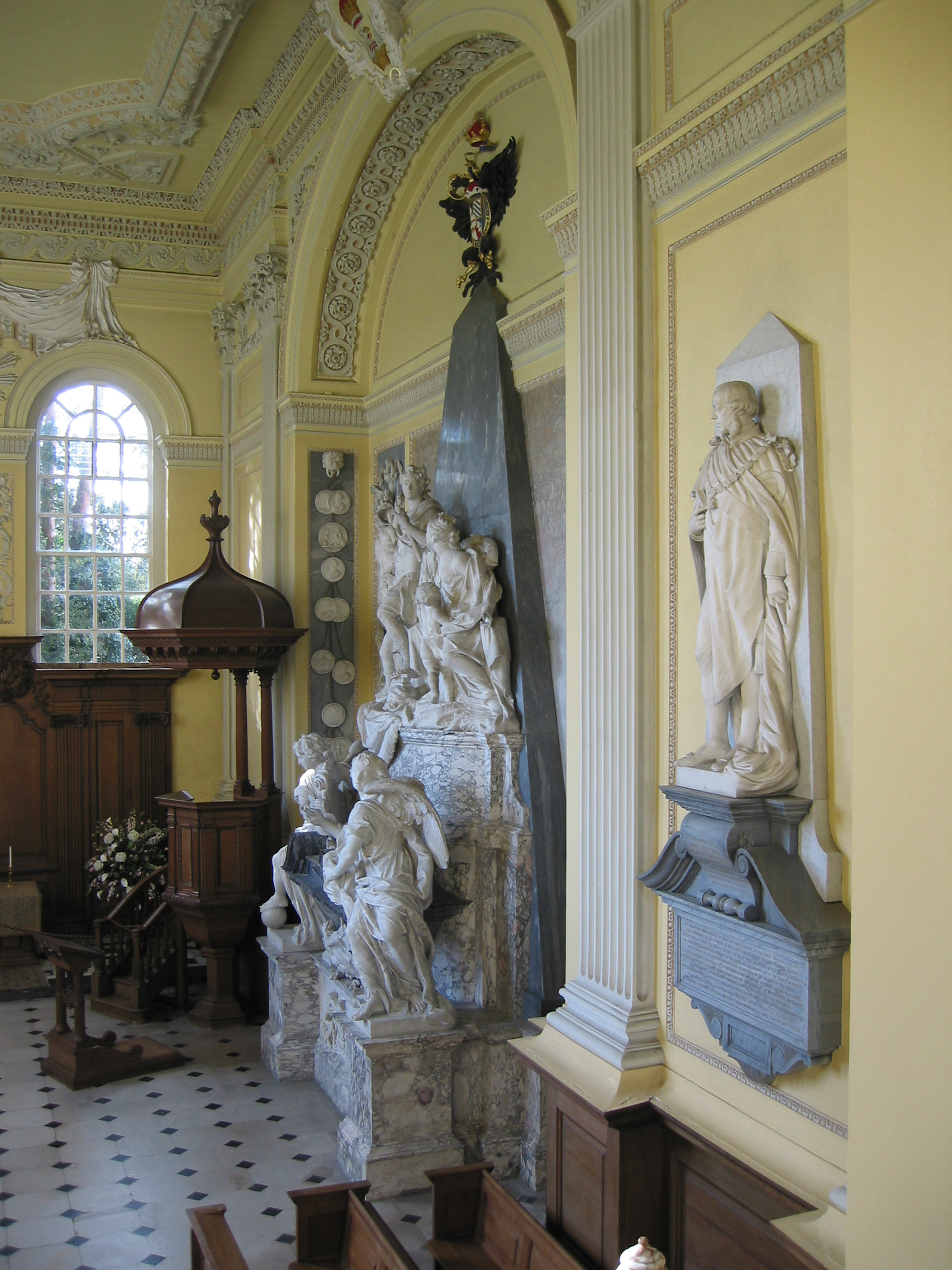
Tomba del I duca di Marlborough nella cappella del palazzo

La disposizione interna delle sale nel blocco centrale del palazzo di Blenheim era definita dall'etichetta di corte dell'epoca. Gli appartamenti di stato vennero disposti con un crescente grado di importanza verso il centro e destinati all'uso pubblico degli ospiti a palazzo. La sala più importante è sicuramente il salone centrale ("B" in mappa) che era utilizzato come sala da pranzo solenne. Su ciascun lato del salone si trovano gli appartamenti di stato, decrescenti in importanza e crescenti in privacy: la prima sala ("C") svolgeva la funzione di sala per le udienze per ricevere gli ospiti illustri, la sala successiva ("L") una sala privata, la sala successiva ("M") una camera da letto, l'ambiente quindi più privato. Una delle piccole sale tra la camera da letto e il cortile era inteso come camerino personale. Questa disposizione è presente anche nell'altro lato del salone. Gli appartamenti di stato erano riservati unicamente ad accogliere gli ospiti più illustri a palazzo come per esempio un sovrano in visita. Nella parte sinistra (est) della mappa del progetto si trova una sala a bovindo ("O") dove si trovavano gli appartamenti privati del duca e della duchessa.
Il palazzo di Blenheim fu il luogo di nascita di uno dei più famosi discendenti del I duca, Winston Churchill, la cui vita e opere sono commemorate da una mostra permanente nella sala dove nacque ("K"). Il palazzo di Blenheim dispone di uno scalone per accedere al piano nobile, ma la sua grandezza non è commisurata alla grandezza del palazzo nel suo complesso. James Thornhill dipinse il soffitto della hall nel 1716 con il duca di Marlborough che si inginocchia di fronte alla Britannia alla quale offre una mappa della battaglia di Blenheim. La hall è una sala di 20 metri di altezza, con sculture dei fratelli Gibbons.
Anche il salone venne dipinto da Thornhill, ma la duchessa lo sospettò di aver esagerato con i costi del materiale e pertanto la commissione venne riassegnata a Louis Laguerre. Questa stanza presenta esempi di pittura tridimensionale, o trompe l'œil, tecnica particolarmente di moda all'epoca. Il Trattato di Utrecht era sul punto di essere siglato e pertanto tutti gli elementi presenti sono inneggianti alla pace. Il soffitto a cupola per esempio presenta una rappresentazione allegorica della pace: John Churchill si trova a bordo di un carro e porta tra le mani un fulmine che rappresenta la guerra, mentre una donna rappresenta la pace. Alle mura si trovano le allegorie di tutte le nazioni del mondo che si trovano insieme pacificamente. Laguerre si rappresentò in un autoritratto a fianco del decano Jones, cappellano del primo duca, noto nemico della duchessa, la quale però lo tollerava solo per la sua bravura a giocare a carte. Nei pressi della porta di uscita si dice che Laguerre abbia rappresentato delle figure riconducibili a delle spie francesi, contraddistinti da grandi occhi e orecchie, adatti appunto a spiare. Dei quattro stemmi sopraporta della stanza, solo uno è opera dei Gibbons, mentre gli altri tre sono copie di qualità inferiore realizzati dagli artigiani a basso costo della duchessa.

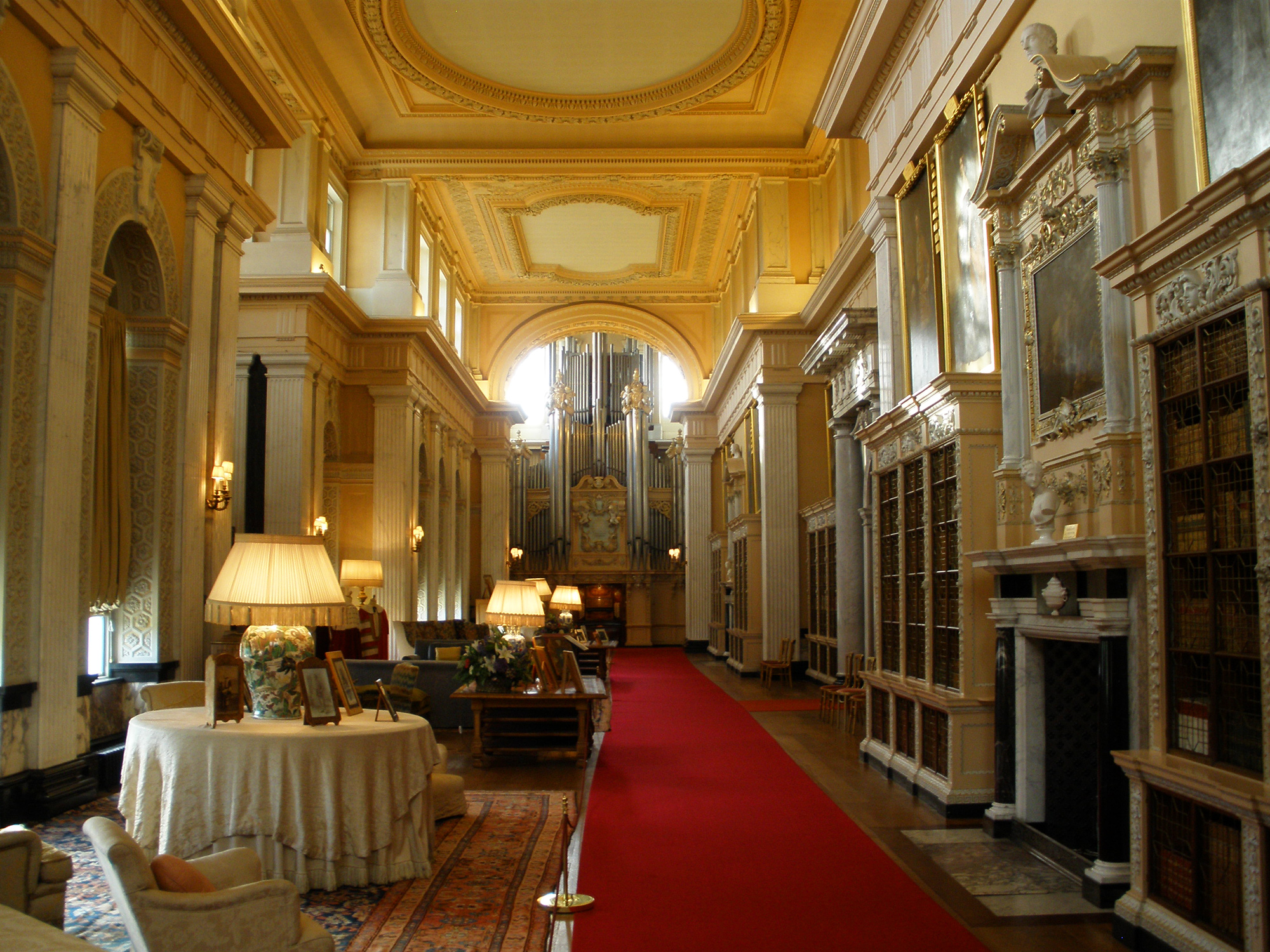
La biblioteca con il grandioso organo a canne sulla parete di fondo

La terza stanza per importanza è sicuramente la grande biblioteca disegnata da Christopher Wren, (H), lunga 55 metri, intesa inizialmente come una galleria per opere d'arte. Il soffitto ha delle piccole cupole, che avrebbero dovuto essere dipinte da Tornhill, ma che la duchessa frenò nella loro esecuzione. Il palazzo, e in particolare questa stanza, venne adornato con diversi mobili e oggetti che il duca stesso prelevò o sequestrò come bottino di guerra in Francia, tra cui una pregevole collezione di opere d'arte. Fu qui nella biblioteca che la duchessa fece erigere inoltre una grande statua della regina Anna, patrona della struttura e sua amica personale.
Lungo la parete nord della biblioteca si trova un grande organo a canne costruito dalla rinomata ditta organistica inglese Henry Willis & Sons nel 1891 per il costo di 3669 sterline. Esso andò a rimpiazzare un precedente organo costruito nel 1888 da Isaac Abbott di Leeds, che venne donato alla chiesa di St Swithun a Hither Green. Originariamente pensato per essere posto nella sala centrale, venne spostato nella biblioteca nel 1902 con alcune modifiche migliorative. Lo strumento non subì alterazioni fino al 1930 quando venne aggiunta una tastiera automatica con 70 fogli di importanti pezzi organistici di Marcel Dupré, Joseph Bonnet, Alfred Hollins, Edwin Lemare e Harry Goss-Custard. Si dice che il duca dell'epoca avesse voluto esplicitamente impiantare questo sistema in quanto era incapace di suonare l'organo e amasse deliziare i suoi ospiti con questo trucco godendosi gli applausi alla fine.

#### Cappella
La cappella del palazzo, dopo la morte del duca, riprese una notevole importanza nel campo. Il disegno venne alterato per merito dell'amico del duca di Marlborough, il conte di Godolphin, il quale decise di proporre lo spostamento dell'altare maggiore a ovest, così da consentire alla figura della monumentale tomba del duca di dominare la chiesa. Commissionata dalla duchessa nel 1730, la tomba venne realizzata su progetto di William Kent, con statue rappresentanti il duca e la duchessa con le effigi di Cesare e Cesarina ad adornare il grande sarcofago marmoreo. In un bassorilievo alla base della tomba, la duchessa ordinò di rappresentare la resa del maresciallo Tallard. La tomba non venne completata fino alla morte della duchessa, nel 1744, quando il corpo del duca venne trasferito dal suo luogo di sepoltura temporanea, l'Abbazia di Westminster a Londra e insieme venne interrato con la moglie a Blenheim. Con questa mossa Blenheim era divenuto un pantheon e un mausoleo. Anche i successivi duchi e le loro mogli vennero sepolti in questa cappella, mentre gli altri membri collaterali della famiglia venivano sepolti nella chiesa di St. Martin's a Bladon, a breve distanza dal palazzo.
La cappella dispone anche di un organo costruito nel 1853 da Robert Postill di York: esso è un esempio rimasto inalterato fino ai nostri giorni.

## Parco e giardini

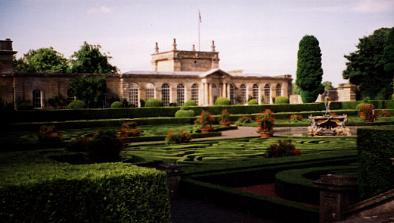
Il palazzo di Blenheim, la cui facciata est si affaccia su un giardino all'italiana e verso l'orangerie.

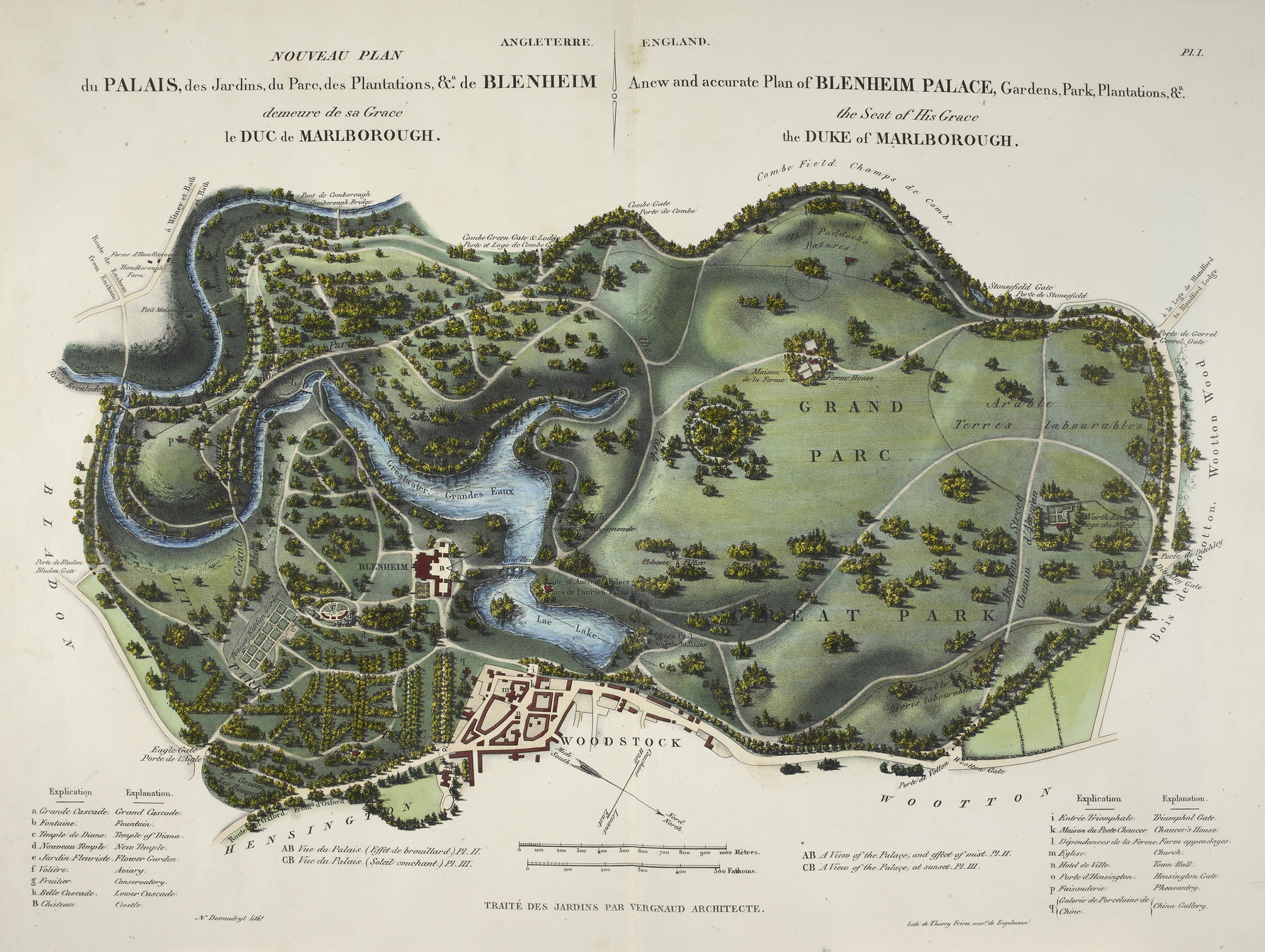
Il parco e i giardini del palazzo di Blenheim nel 1835

Il palazzo di Blenheim è sito al centro di un grande parco collinare, classico esempio di paesaggio per giardino all'inglese. Quando Vanbrugh diede il primo sguardo personale all'area nel 1704 ebbe un'illuminazione: nel parco scorreva il piccolo fiume Glyme che formava uno stagno e Vanbrugh pensò di attraversare con un ponte in pietra, canalizzando l'intero corso del fiume. Contro l'opinione di Sir Christopher Wren, l'opera venne compiuta con la realizzazione di un ponte così colossale che avrebbe potuto accogliere un totale di 30 stanze, al punto che Alexander Pope ebbe a scrivere a tal proposito: "i pesciolini, quando passano tra quei vasti archi, mormorano: 'oh, sembriamo delle balene, grazie Vostra Grazia!'".
Horace Walpole lo vide nel 1760, e scrisse: "il ponte, come i poveracci che chiedono la carità alla duchessa, chiede permesso all'acqua e ne è rifiutato." Gran parte del parco venne completato dopo la morte del I duca, compresa la Colonna della Vittoria. Essa si presenta come un pilastro di 41 metri di altezza che si pone al centro del viale che conduce al palazzo, fiancheggiato da alberi posti come i soldati di Marlborough, schierati nella battaglia di Blenheim. Vanbrugh era intenzionato a erigere un obelisco per indicare il luogo dove un tempo sorgeva il maniero reale di Enrico II, fatto che portò la I duchessa a dire: "Se vi fossero obelischi per tutto ciò che è stato fatto dai nostri sovrani, il Paese sarebbe invaso da simili oggetti". L'obelisco non venne mai realizzato.

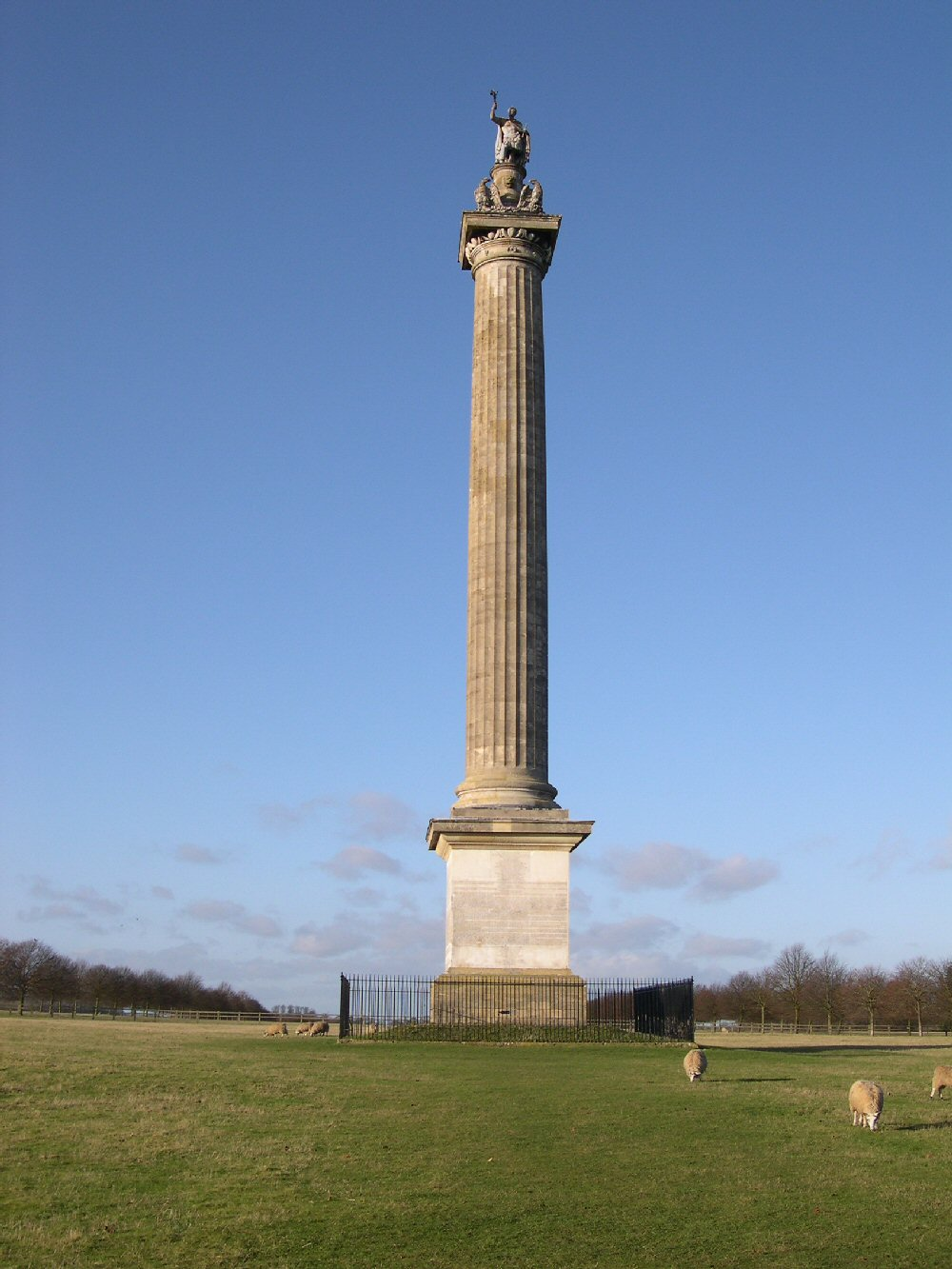
La Colonna della Vittoria.

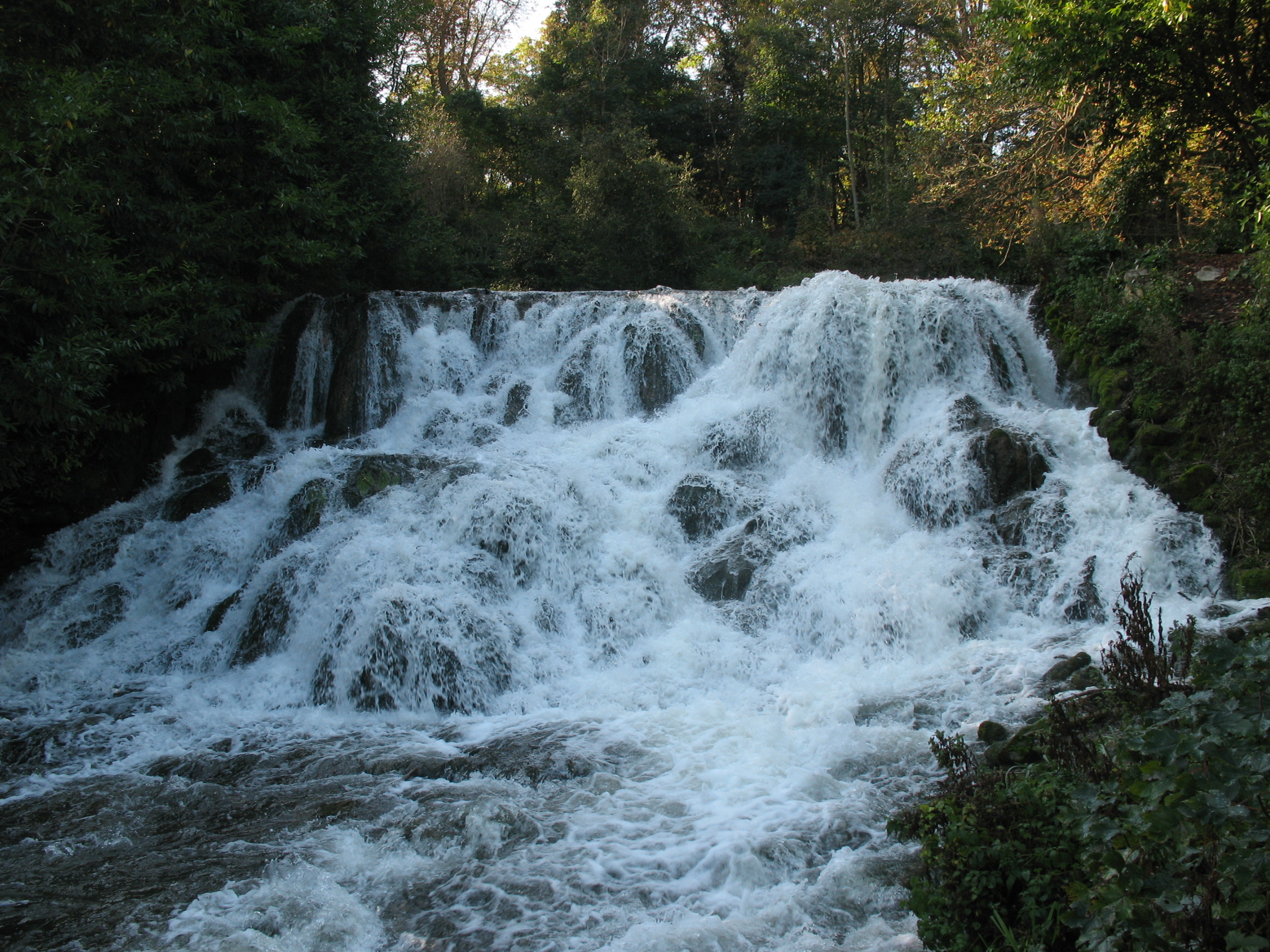
La cascata derivata dal Grande Lago

Alla morte del primo duca sua moglie concentrò gran parte dei suoi sforzi per il completamento del palazzo e il parco rimase sostanzialmente il medesimo fino all'intervento di Capability Brown nel 1764. Il IV duca impiegò Brown che immediatamente rimodellò il giardino secondo gli schemi di un giardino all'inglese per naturalizzare il paesaggio, andando a rimodellare anche il corso del fiume Glyme con una serie di cascate. L'idea di Brown fu quindi qui quella di stringere il corso del fiume così da poter rialzare anche il livello dell'acqua, abbassando così la grandiosa altezza del ponte sommergendone le parti inferiori. Il V duca fu responsabile di capricci da giardino presenti ancora oggi nel parco.
Sir William Chambers, assistito da John Yenn, fu responsabile della costruzione del piccolo cottage noto come "Tempio di Diana" dove nel 1908 Winston Churchill si dichiarò alla sua futura moglie.

## Filmografia
I seguenti film contengono scene girate a Blenheim Palace:
- La pazza storia del mondo (1981)
- Sua maestà viene da Las Vegas (1991)
- Hamlet (1996)
- The Avengers - Agenti speciali (1998)
- Entrapment (1999)
- La famiglia indiana (Kabhi Khushi Kabhi Gham, del 2001)
- Le quattro piume (2002)
- The Lost Prince (2003)
- Harry Potter e l'Ordine della Fenice (2007)
- The Young Victoria (2009)
- I fantastici viaggi di Gulliver (2010)
- A little chaos (2013)
- Mission: Impossible - Rogue Nation (2015)
- Spectre (2015)
- The Royals (2015)
- Il GGG - Il grande gigante gentile (2016)

Le seguenti serie televisive contengono scene girate a Blenheim Palace:
- La regina Carlotta: Una storia di Bridgerton (2023)